# Susana González
Susana González(cu numele complet Susana Alejandra González, n. 10 octombrie 1973, Calera, Zacatecas, Mexic) este o actriță mexicană, recunoscută pentru talentul, frumusețea și caracterul ei docil. Cariera ei a fost una de succes, începând cu rolul lui Norma în „ Sentimientos ajenos”.

## Filmografie
- "Por siempre mi amor" (2013-14) ... "Isabel López-Cerdán"
- "Amores verdaderos" (2012-13) ... "Beatriz Guzmán Trejo"
- "La que no podía amar" (2011-12) ... "Cynthia Montero"
- "Para volver a amar" (2010-11) ... "Doménica Mondragón"
- "Los exitosos Pérez" (2009-10) ... "Alessandra "Alex" Rinaldi"
- "Pasión" (2007-08) ...."Camila Darien de Salamanca"
- "S.O.S... Sexo y otros secretos" .... "Tania" (13 episoade, 2007)
- "Chinango" (2007) .... "Sofia"
- "Heridas de Amor" (2006) …Liliana Lopez Reyna
- "El Amor No Tiene Precio" (2005) …Maria "Liz" Elizabeth González
- "Cicatrices" (2005)  .... Diana
- "Hospital el paisa" - .... Lucía Gordillo
- "Al otro lado" (2004)
- "Silencio profundo" (2003)
- "Velo de novia" (2003)….. Andrea Paz
- "Entre el amor y el odio" (2002) .... Ana Cristina Robles
- "Chinango (2002)" .... Sofia
- "Amigas y rivales" (2001)  .... Angela
- "Rayito de luz" (2000)
- "Amor gitano" (1999).... Zokka
- "Rosalinda" (1999).... Luz Elena
- "Cuento de Navidad" (1999)
- "Mujeres engañadas" (1999) ….Ivette
- "Que vivan los muertos" (1998)
- "Preciosa" (1998) .... Felina
- "Atómica" (1998) .... Chica Podium
- "María Isabel" (1997)
- "Sentimientos ajenos" (1996)  .... Norma